# 赵东宛
赵东宛（1926年—2020年5月4日），河南南阳人，中华人民共和国政治人物。

## 生平
1939年，赵东宛奔赴延安，入学中国医科大学。1944年，担任延安联政干训组织干事。
第二次国共内战期间，奔赴东北，任东北企业管理局人事处处长、计划处处长等职位。
1952年，担任抚顺重型机器厂厂长，后赴苏联学习，毕业于苏联重型机械研究院。1958年，担任富拉尔基中国第一重型机器厂第一副厂长兼总工程师、厂长兼总工程师，负责研发模锻水压机、铝板热、核反应堆压力壳等科技产品。文化大革命期间遭受迫害，之后担任第一机械工业部副部长、国家科学技术委员会副主任等职位。1984年，兼任国务院电子振兴领导小组副组长、兼国家计委副主任。1985年任劳动人事部部长。1988年，任人事部部长。1996年当选俄罗斯科学院院士。2015年9月2日，获颁抗战胜利70周年纪念章。2020年5月4日病逝，享年94岁。